# Politica Braziliei
Politica Braziliei se desfășoară într-un regim democratic și o republică prezidențială, președintele fiind șeful statului și guvernului.